# André und Ursula
André und Ursula ist ein pazifistischer Roman aus dem Jahre 1937 von Polly Maria Höfler, der ein „Versuch zur deutsch-französischen Verständigung“ sein sollte – so Höfler in einem Vorwort von 1948. Das Buch besteht aus zwei Teilen: Das Tagebuch des unbekannten Soldaten, in welchem die Kriegserlebnisse des jungen Soldaten André Duval im Mittelpunkt stehen und André und Ursula, wo der Frankreichaufenthalt Ursulas beschrieben wird.

## Zielsetzung
Eine der Zielsetzungen des Buches ist als eine Art Widmung gleich anfangs zu lesen: Der Krieg brachte hundertfachen Tod und schuf tausendfähiges Leben. Was wir fortan schaffen und streben, gründet sich auf die Tat unserer Toten. Sie haben sich für uns zum Opfer gebracht, und sie haben gewonnen, was auch wir gewinnen müssen, um es dauerhaft zu besitzen: den Frieden. Polly Maria Höfler galt nach ihrem Grenzland-Roman Der Weg in die Heimat (1935) im Dritten Reich zwar durchaus als NS-Sympathisantin, allerdings sah sie in Hitler offenbar einen Friedenbringer und dachte, dass ihm wie ihr die Aussöhnung zwischen Deutschland und Frankreich am Herzen liege. Ihr erfolgreichster
Roman ist deshalb auch konsequent pazifistisch.
Polly Maria Höfler entschuldigte sich 1948 im Vorwort der Neuauflage  dafür, dass sie „jung und gläubig“ an die Friedensabsichten Hitlers geglaubt hatte. Die Neuauflage ihres Romans widmete sie deshalb nun „dem unbekannten Soldaten des Zweiten Weltkrieges“ und konnte mit dieser Botschaft insgesamt eine halbe Million Exemplare ihres Buches verkaufen.
1955 wurde es unter der Regie von Werner Jacobs verfilmt mit Ivan Desny als André Duval und Elisabeth Müller als Ursula Hartmann, siehe dazu den Artikel André und Ursula.

## Erster Teil: Das Tagebuch des unbekannten Soldaten
Die Hauptgestalt des Buches, die Frankfurterin Ursula Hartmann, findet in dem Nachlass ihres Vaters das Kriegstagebuch des Soldaten André Duval, welches sie selbst als Kind an Weihnachten 1918 von einem deutschen Soldaten geschenkt bekommen hatte, der es wiederum dem totgeglaubten französischen Soldaten André Duval abgenommen hatte.
Ursula liest das Tagebuch noch in derselben Nacht. Sie ist zutiefst erschüttert von den Erlebnissen des André Duval im Jahre 1916. André beschreibt dort in eindringlicher Weise seine Erlebnisse in den Schützengräben des Ersten Weltkrieges, die an den Bestseller Erich Maria Remarques Im Westen nichts Neues erinnern.

## Zweiter Teil: André und Ursula
Der deutschen Studentin Ursula fällt 1936 das Weltkriegs-Tagebuch des französischen Soldaten André Duval in die Hände, woraufhin sie diesen in Frankreich besucht und sich bald in ihn und sein Land verliebt. Das Buch ist den Gefallenen des Ersten Weltkriegs gewidmet und ein eindringlicher Appell zur Aussöhnung Deutschlands mit Frankreich.

## Ausgaben
Polly Maria Höfler: André und Ursula. 3. Aufl. Dt. Literatur-Verl. Melchert, Hamburg 1990 (DLV-Taschenbuch Nr. 53) ISBN 3-87152-055-1